# District de Ngoma
Pour les articles homonymes, voir Ngoma.
Le district (akarere) de Ngoma se trouve dans la Province de l'Est du Rwanda.
Il se compose de quatorze secteurs (imirenge) : Gashanda, Jarama, Karembo, Kazo, Kibungo, Mugesera, Murama, Mutenderi, Remera, Rukira, Rukumberi, Rurenge, Sake et Zaza.
La population totale, au recensement de 2022, est de 404,048 habitants, avec superficie de 867,74 km². Le district de Ngoma est entouré par le district de Kayonza au Nord-Est, district de Kirehe ẚ L' Est, district de Bugesera ẚ l' Ouest, district de Rwamagana au Nord-Ouest et au Sud il y a commune Giteranyi dans la province de Muyinga du Burundi. 
La capitale commerciale est Kibungo.